# Ikekomigata tōrō
Ikekomigata tōrō (いけこみ形灯籠, 生け込み形灯籠), of ikekomi-dōrō (生込み燈籠) (letterlijk: 'ingegraven' lantaarn) is de verzamelnaam voor een groep van stenen Japanse lantaarns (ishi-dōrō). De lantaarn staat met zijn schacht of kolom (sao) direct in de grond en niet op een sokkel of platform (kiso). De hoogte kan worden aangepast met de ingegraven diepte.

## Bouw en gebruik
De ikekomigata tōrō bestaat van boven naar beneden uit het 'juweel' (hōju), de 'paraplu' of het dakje (kasa), de vuurkamer (hibukuro), het middenplatform (chūdai) en de schacht (sao). 
In vergelijking met dai-dōrō, de volledige platformlantaarns zoals de tachigata tōrō, ontbreekt hier een sokkel of platform (kiso). Als ook de schacht ontbreekt en de lantaarn is direct op de grond gezet, gaat het om yukimigata tōrō.
Voor de ikekomi-dōrō wordt dan ook de naam 'geplante lantaarn', 'gehurkte lantaarn' of 'voetlantaarn' gebruikt. De meeste lantaarns van dit type zijn klein genoeg voor gebruik in de tuin en hebben vaak een cilindrische schacht. Meestal worden het Oribe-type (oribe-dōrō) en mijlpaal-type (michishirubegata tōrō) op deze manier gemaakt. De oribe-dōrō is representatief voor deze stijl.
| Traditionele lantaarns in Japan, hoofdgroepen. | Traditionele lantaarns in Japan, hoofdgroepen. | Traditionele lantaarns in Japan, hoofdgroepen. | Traditionele lantaarns in Japan, hoofdgroepen. | Traditionele lantaarns in Japan, hoofdgroepen. | Traditionele lantaarns in Japan, hoofdgroepen. |
| Onderdelen tōrō                                | Onderdelen tōrō                                | Onderdelen tōrō                                | Traditionele materialen                        | Traditionele materialen                        | Traditionele materialen                        |
| ---------------------------------------------- | ---------------------------------------------- | ---------------------------------------------- | ---------------------------------------------- | ---------------------------------------------- | ---------------------------------------------- |
| platform, sokkel                               | schacht, zuil                                  | opmerkingen                                    | steen ↓ Ishi-dōrō ↓                            | metaal ↓ Kana dōrō ↓                           | hout, bamboe                                   |
| kiso, dai, jirin                               | sao                                            | \| plat- form- lan- taarns \| → Dai-dōrō → \|  | Tachigata tōrō                                 | Kinzoku tōrō                                   | Mokusei tōrō                                   |
| kiso, dai, jirin                               | sao                                            | \| plat- form- lan- taarns \| → Dai-dōrō → \|  | Nozura-dōrō                                    | Kinzoku tōrō                                   | Mokusei tōrō                                   |
| –                                              | ingegraven                                     | schachtlantaarns                               | Ikekomigata tōrō                               | …                                              | Mokusei tōrō                                   |
| → 1-6 benen                                    | → 1-6 benen                                    | kasa groot                                     | Yukimigata tōrō                                | …                                              | Andon Bonbori Chōchin                          |
| –                                              | –                                              |                                                | Okigata tōrō                                   | Tsurigata tōrō                                 | Andon Bonbori Chōchin                          |
| aangepaste pagode (tō)                         | aangepaste pagode (tō)                         | aangepaste pagode (tō)                         | Tōgata tōrō                                    | Tōgata tōrō                                    | Andon Bonbori Chōchin                          |
| plat- form- lan- taarns                        | → Dai-dōrō →                                   |                                                |                                                |                                                |                                                |

## Mizubotaru-dōrō
Mizubotaru-dōrō (水蛍燈籠) of Mizu hotaru tōrō is de 'vuurvlieg'-lantaarn.
De mizubotaru-dōrō is kleine lantaarn, die de naam heeft gekregen vanwege de nachtelijke reflecties in het wateroppervlak. De lantaarn wordt meestal aan de overzijde van een waterpartij geplaatst om aan de toeschouwer de indruk van vuurvliegreflecties te bieden. De naam is mogelijk afkomstig van de in Japan beroemde, begin van de 11e eeuw geschreven roman, Het verhaal van Genji 『源氏物語』 waarschijnlijk door Murasaki Shikibu, omdat het lijkt op het licht van een vuurvlieg die boven de waterrand zweeft.
Mizubotaru-dōrō is een afwijkende lantaarn van het type ikekomi, waarvan de ronde voet (sao) in de grond is geplant. De vuurkamer (hibukuri) is vierkant met vierkante openingen aan de zijkanten en met dubbele driehoekige venstertjes aan de voor- en achterkant. Het is gedekt met een ongewoon, vierkant en afgerond dak (kasa).

## Oribe-dōrō
Oribe-dōrō (織部燈籠) (Oribe-lantaarn) is een kleine in theetuinen gebruikte stenen lantaarn van het type ikekomigata tōrō, zonder sokkel (kiso).
Oribe-dōrō is een veel voorkomende type is genoemd naar de theemeester, feodale heer en mogelijke ontwerper Furuta Shigenari, een edelman die het voor tuinen heeft ontworpen en die in de volksmond bekend staat als Oribe.
De oribe-dōrō heeft geen sokkel (platform, kiso). De vierzijdige schacht (sao) wordt direct in de grond geplaatst. De schacht wordt gekenmerkt door de op de voorkant van de schacht de uitgesneden letters Lhq-monogram of door andere inscripties of christelijke symbolen en het op de zijkant van de stam gesneden menselijke figuur. De schacht steekt met het bovenste deel zijdelings in twee richtingen uit en vormt zo een kruis. De lantaarn wordt daarom soms 'christelijke lantaarn' (kirishitan-dōrō) genoemd. De vuurkamer (hibukuro) is een kubus met aan weerszijden een raam: de voor- en achterkant zijn vierkant, rechts en links hebben de vorm van respectievelijk een halve maan en de volle maan. Aan weerszijden van de vierzijdige vuurkamer (hibukuro) zijn zon- en maanmotieven uitgesneden als lichtopeningen. De kap of paraplu (kasa) is vierkant. Bovenop staat een druppelvormig 'juweel' (hōju) met een spitse eindpunt.
| Ikekomi-dōrō - ingegraven stenen lantaarns |
| --- |
| - Kirishitan-dōrō met een reliëf en Lhq-monogram - Oribe lantaarn in theetuin van Japanse tuin, Schönbrunn - Dogakuji Ikekomo-dōrō (Kirishitan-dōrō) - Toji Kanchi-in Kirishitan-dōrō met sōrin op het dak - Kirishitan-dōrō |

### Kirishitan-dōrōenMaria-dōrō
Franciscus Xaverius landde in 1549 in Kagoshima. Zijn zendingswerk nam toe en het christendom werd wijd verspreid in heel Japan onder bescherming van Daimyō. Tijdens de Edoperiode (1603 — 1868) werden de christenen echter vervolgd en gedwongen zich te verbergen. Omdat het hen verboden was om openlijk de beelden van Christus of Maagd Maria te aanbidden, wordt aangenomen dat ze hun aanbidding hebben overgezet naar andere gebeeldhouwde afbeeldingen en ze gemarkeerd hebben met geheime symbolen die alleen door de ingewijden werden begrepen.
Kirishitan-dōrō (キリシタン灯籠) of 'Christelijke lantaarn' met gebeeldhouwde afbeelding van christelijke figuur en symbolen werd beïnvloed door de vroege christenen in 16e eeuw in Japan en is komt in vorm overeen met oribe-dōrō met verborgen christelijke symbolen, zoals het Lhq-symbool. Deze stijl werd geboren tijdens de vervolging van de christelijke religie in Japan, toen velen hun geloof in het geheim bleven uitoefenen.
Maria-dōrō (マリア灯籠) (Maria lantaarn) wordt ook 'Christelijke lantaarn' genoemd. Het is een lantaarn van het Oribe-type (oribe-dōrō) met een afbeelding van Christus of van Maria in reliëf gesneden op de stam (sao). Maria-dōrō is een betrekkelijk kleine lantaarn, die met de basis direct in de grond wordt gezet, en een vierkante kap (kasa) bekroond met de juweel (hōju). Dit type lantaarn werd populair vanaf het einde van de 16e eeuw.

### Michishirubegata tōrō
Michishirubegata tōrō (道識形燈籠) is een 'mijlpaal lantaarn', waar de term slaat op de vorm van de lantaarn. Het is een eenvoudig gevormde stenen lantaarn en het heeft meestal de vorm van een langwerpige rechthoekige schacht (sao), met een venstertje (ensō) in het bovenste uiteinde. 
De lantaarn wordt op hoeken van tuinpaden en in parken.

## Shukōgata tōrō
Shukōgata tōrō of jukōgata tōrō (珠光形燈籠) of shikōgata tōrō (四光形燈籠) of Shukō-lantaarn is een stenen lantaarn (ishidōrō) met een stam (sao) direct in de grond gezet. Het lamphuis (vuurkamer, hibukuro) vormt één geheel met de schacht (sao), zonder een platform (chūdai). De shukōgata tōrō is een naar de theemeester Murata Shukō vernoemde stenen lantaarn.